# Kookbooks

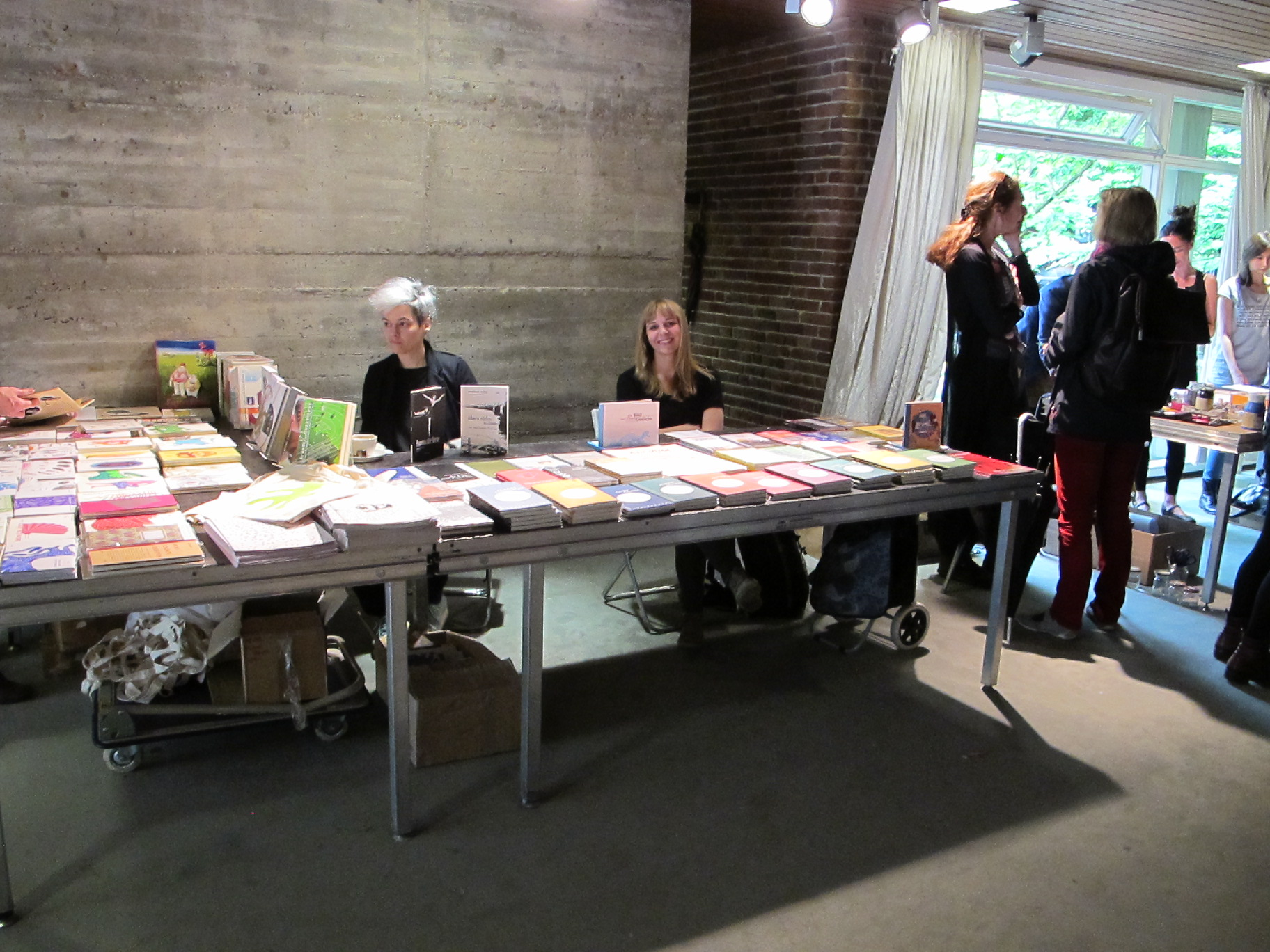
Daniela Seel am Stand des Kookbooks Verlags am Lyrikmarkt in Berlin 2014

kookbooks ist ein 2003 gegründeter Independent-Verlag mit Sitz in Berlin. Der Schwerpunkt des Verlags liegt im Bereich zeitgenössischer Lyrik und Prosa; daneben werden Essays, Übersetzungen fremdsprachiger Lyrik und ungewöhnliche Kinderbücher herausgegeben.

## Entwicklung des Verlags
Der Verlag entwickelte sich aus dem Künstlernetzwerk KOOK (Berlin–New York), das als Musik- und Literaturlabel seit 1999 existiert. Kookbooks wurde im Frühjahr 2003 von der Dichterin und Lektorin Daniela Seel und dem Künstler und Grafiker Andreas Töpfer gegründet. Der Name ist abgeleitet von englisch kook, das umgangssprachlich Spinner, Verrückter bedeutet.
Auf Initiative der Verlage kookbooks und Blumenbar fand im Mai 2005 in Berlin das erste „Treffen junger Independent-Verlage“ statt, das dem Erfahrungsaustausch und der stärkeren Vernetzung untereinander dienen sollte. 2009 war der Verlag Mitinitiator der Hotlist, dem jährlich vergebenen Buchpreis der unabhängigen Verlage.

## Auszeichnungen
Mehrere Bücher des Verlages wurden von der Stiftung Buchkunst zu den schönsten deutschen Büchern des Jahres gewählt. Verlagsautoren wurden mit zum Teil bedeutenden Literaturpreisen ausgezeichnet, so etwa Uljana Wolf mit dem Peter-Huchel-Preis 2006, Monika Rinck mit dem Ernst-Meister-Preis für Lyrik 2008, Steffen Popp mit dem Rauriser Literaturpreis 2007, Ron Winkler, Christian Schloyer, Steffen Popp, Katharina Schultens, Yevgeniy Breyger und Sandra Burkhardt jeweils mit dem Leonce-und-Lena-Preis (2005, 2007, 2011, 2013, 2019, 2025) und Michael Stavarič mit dem Österreichischen Staatspreis für Kinder- und Jugendliteratur 2007.
Für sein Gesamtprogramm wurde kookbooks 2006 der Förderpreis zum Kurt-Wolff-Preis zuerkannt. Die Jury begründete ihre Wahl damit, dass es dem Verlag „in kurzer Zeit gelungen [sei], in der Buchbranche als junger, risikofreudiger und innovativer Verlag mit professionellem Engagement, seinem Gespür für literarische Talente, seinen sorgfältig gemachten Büchern neue, erfrischende Akzente zu setzen“.
Im August 2006 wurde mit Steffen Popps Romandebüt Ohrenberg oder der Weg dorthin erstmals ein Buch des Verlages für den Deutschen Buchpreis nominiert, gefolgt von Pierangelo Masets Laura oder die Tücken der Kunst 2007. Im selben Jahr wurde die Verlagsgründerin Daniela Seel mit dem Förderpreis zum Horst-Bienek-Preis für Lyrik ausgezeichnet.
2015 wurde der Verlag für die Veröffentlichung von Risiko und Idiotie. Streitschriften von Monika Rinck mit der Hotlist ausgezeichnet. 2019 erhielt er einen der drei Hauptpreise des erstmals vergebenen Deutschen Verlagspreises.

## Autoren
- Tuuve Aro
- Jan Brandt
- Yevgeniy Breyger
- Sonja vom Brocke
- Jan Böttcher
- Sandra Burkhardt
- Samara Chadwick
- Jakob Dobers
- Daniel Falb
- Gerhard Falkner
- Christian Filips
- Alexander Gumz
- Renate Habinger
- Matthea Harvey
- Christian Hawkey
- Sibylla Vricic Hausmann
- Martina Hefter
- Heide Henschel
- Rozalie Hirs
- Hendrik Jackson
- Johannes Jansen
- Doris Kleilein
- Anne Kockelkorn
- Thomas Kraft
- Dagmara Kraus
- Birgit Kreipe
- Melanie Laibl
- Georg Leß
- Rainer Leupold
- Tristan Marquardt
- Pierangelo Maset
- Thomas Mohnike
- David Moss
- Gesine Pagels
- Michael Palmer
- Alexej Parschtschikow
- Steffen Popp
- Nele Probst
- Hermann Recknagel
- Volker Reiche
- Karla Reimert
- Monika Rinck
- Rike Scheffler
- Annika Scheffel
- Christian Schloyer
- Sabine Scho
- Silke Andrea Schuemmer
- Katharina Schultens
- Tom Schulz
- Dorothee Schwab
- Daniela Seel
- Farhad Showghi
- Carsten Stabenow
- Michael Stavaric
- Verena Stauffer
- Ulf Stolterfoht
- Wilhelm Taubert
- Mathias Traxler
- Franz Tröger
- Andreas Töpfer
- Charlotte Warsen
- Linus Westheuser
- Ron Winkler
- Uljana Wolf